# Magnus Sigurdsson
Magnus Sigurdsson den blinde, född omkring 1115, död 12 november 1139, var kung av Norge 1130–1135 och från 1137 till sin död. Han var son till kung Sigurd Jorsalafarare och dennes frilla Borghild Olavsdotter.
Magnus blev den norska borgarkrigstidens första kungliga offer. Efter fem år som kung togs han till fånga av Harald Gilles mannar, och under fångenskapen blev han kastrerad, fick en fot avhuggen och ögonen utstuckna.
Borgarkrigstiden i Norge började vid Sigurd Jorsalafarares död 1130 och fick formellt sett skulden för de oavklarade arvföljebestämmelserna, där alla kungasöner (och sonsöner) kunde göra krav på tronen, samla män bakom sig och låta sig hyllas som kung på ett av de regionala tingen. Efter ett tag utvecklades striderna till öppet krig mellan olika grupper.
Magnus kröntes till kung vid faderns död 1130, då han var femton år gammal. Han var det enda barnet, och kunde troligtvis ha vidarefört faderns rikstäckande verksamhet, om det inte hade varit för irländaren Harald Gilchrist (Gille), som påstod att han var son till Magnus Barfot och Sigurds halvbror. För att bevisa att han talade sanning genomförde han järnbörd i Bergen. Harald hade gått med på Sigurds krav om att inte kräva ett konunganamn så länge Sigurd och Magnus levde.
Sigurds krav till Harald fick inte entydigt stöd vid hovet. Magnus hade, trots sin låga ålder, gjort sig impopulär och beskrevs som högmodig, ovänlig och girig. Den tolv år äldre Harald ansågs dock som givmild, medgörlig och duktig på att skapa allianser. Då Magnus efter faderns död kröntes till kung i Viken såg Harald till att snabbt låta sig krönas till kung på Haugating i Tønsberg. Senare samma år kröntes de till "samkungar" på Øretinget i Trøndelag.
Både Harald och Magnus engagerades i de danska tronstridigheterna. Magnus unga hustru Kristin Knutsdotter (som han förlovades med 1131 och gifte sig med 1133) var dotter till hertig Knut Lavard och sondotter till Erik Ejegod. Magnus styvmor, änkedrottning Malmfrid av Kiev, var Kristins moster, och gifte sig 1131 med Kristins farbror Erik Emune. Magnus stöttade Eriks och Knuts kamp mot den danska kungen Nils. 1133 flydde Erik och Malmfrid från Danmark och sökte skydd hos Magnus. Drottning Kristin avslöjade emellertid att Magnus hade planer på att förråda dem, och de bytte därefter sida till Harald Gille. På grund av detta skilde sig Magnus från Kristin.
Freden mellan Magnus och Harald var skör och vintern 1133–34 startade konflikten mellan dem. Sommaren 1134 gick Magnus på offensiven i ett försök att driva ut Harald ur landet. Borgarkrigets första slag ägde rum 9 augusti 1134 vid gården Färlev, mellan Lysekil och Munkedal i Bohuslän och vanns av Magnus. Harald kom emellertid tillbaka, stöttad av den danska kungen Erik Emune, och tog Magnus till fånga i Bergen i början av 1135. Magnus lemlästades och placerades på Munkholmen (dåv. Nidarholm) utanför Trondheim. Hans vistelse bekostades av intäkterna från gården Hernes på Frosta. 
Magnus blev en bricka i spelet om kungatiteln åren 1137–39, då i (möjligen ofrivilligt) samarbete med tronpretendenten Sigurd Slembe, som hade dödat sin halvbror Harald Gille och sökte allierade i sin kamp mot de som stöttat Haralds minderåriga söner Inge Krokrygg och Sigurd Munn. Magnus och Slembe förlorade striden; bägge omkom i slaget vid Holmengrå, nära Strömstad.
Magnus efterlämnade sig inga barn, något som han inte heller hade möjlighet till de sista åren av sitt liv. I Nóregs konungatal från 1190-talet togs han inte med i konungalängden.